# Natalija Szlemowa
Natalija Szlemowa (tadż. Наталия Шлемова; ur. 21 maja 1978 w Duszanbe) – tadżycka skoczkini do wody, olimpijka. 
Wywodzi się ze stolicy Tadżykistanu – Duszanbe. Uczestniczka letnich igrzysk olimpijskich. Na igrzyskach w Atlancie (1996) wystąpiła w skokach z trampoliny trzymetrowej. Z łączną notą 180,54 pkt. od sędziów uplasowała się na przedostatnim 29. miejscu, wyprzedzając jedynie reprezentantkę Kostaryki – Daphne Hernández. 
Zajęła ósme miejsce w skokach z trampoliny trzymetrowej na Igrzyskach Azjatyckich 1998.